# Talland
Talland – osada w Anglii, w Kornwalii. Leży 79 km na wschód od miasta Penzance i 333 km na południowy zachód od Londynu.